# Río Viao
El río Viao (en asturiano Viáu o Viyáu) es un río asturiano que nace cerca de la población naveta de El Solanu, sita en la parroquia de El Remedio. 

## Curso
Discurre por Robléu, llegando a la parroquia de Nava por Vega y después por Villa. Al tiempo que recibe por la izquierda el arroyo de Trespandu, entra en la propia Nava donde alterna su curso con paseos fluviales y canalización subterránea. En esta canalización desemboca por la derecha el arroyo de La Santina, canalizado también este en su último tramo. A la salida de la villa sidrera, el cauce del Viao será más o menos paralelo a la línea ferroviaria que va dirigida a Infiesto. A su paso por la parroquia de Tresali afluye por su margen izquierdo el río La Llavandera, procedente de Cuenya. A su entrada en Ceceda converge con el Pra, conformando el río Piloña.

## Calidad del agua
Un estudio de la calidad del agua en la cuenca del río Piloña realizado por la Confederación Hidrográfica del Norte en 1984, revelaba que la contaminación de las aguas del río Viao, era relativamente pequeña hasta Nava. Era aguas abajo de esta localidad donde los vertidos que recibía el río afectaban negativamente a las condiciones físico-químicas y bacteriólogicas; y a la flora y la fauna de sus aguas. Este hecho se veía acentuado sensiblemente en épocas veraniegas.
A mediados de mayo de 2011, comenzó a funcionar el bombeo de la red de saneamiento de la localidad, derivándose los anteriores vertidos a la depuradora de aguas residuales de Ricao, en Cangas de Onís. La calidad del agua y la flora y fauna del cauce se ven favorecidos, sin duda, con esta medida. 